# علاقات إيطاليا الخارجية

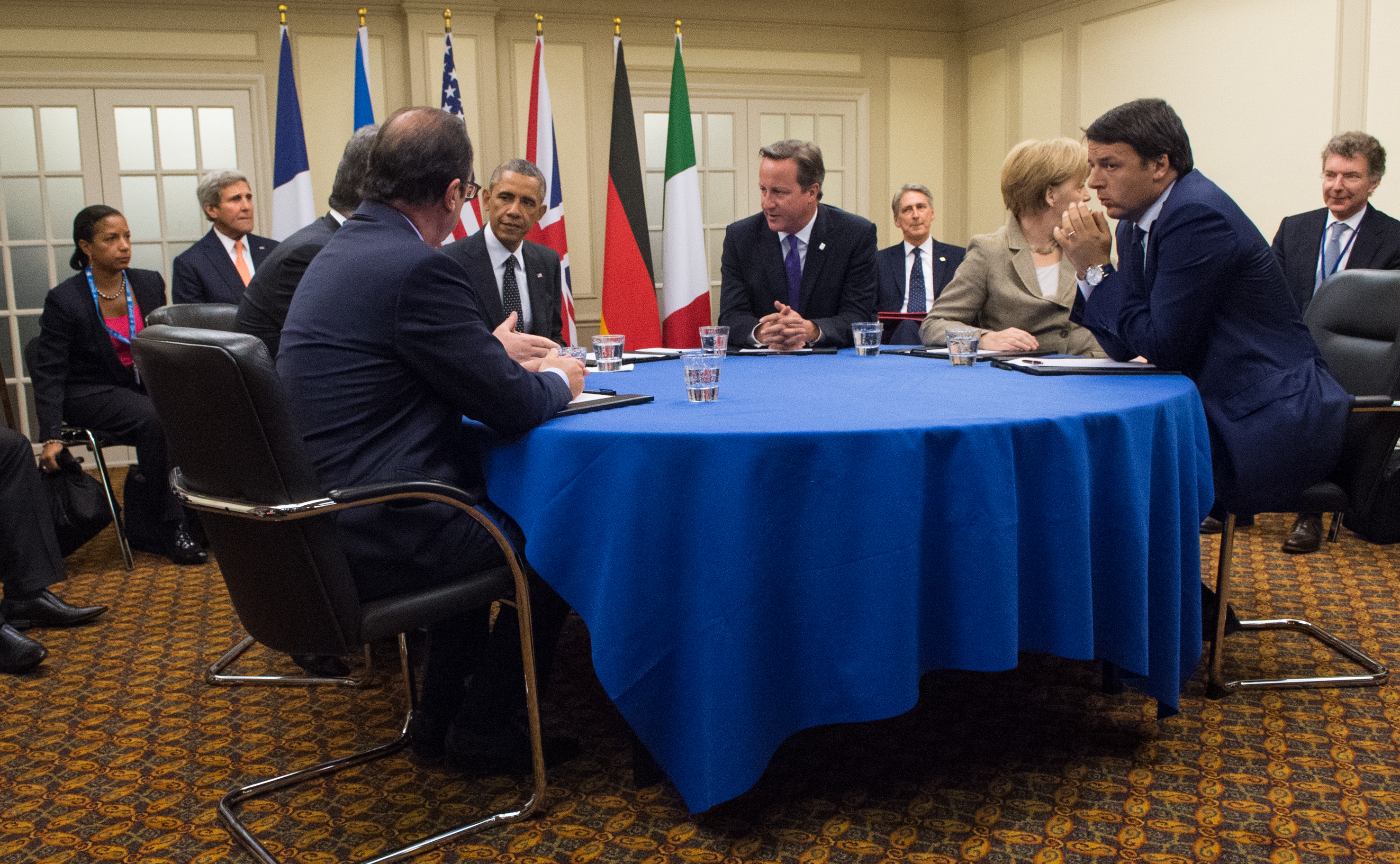

تصف هذه المقالة علاقات إيطاليا الخارجية

## المساهمة في المنظمات الدولية
بنك التنمية الأفريقي، بنك التنمية الآسيوي، مجموعة أستراليا، بنك التسويات الدولية، منظمة التعاون الاقتصادي للبحر الأسود (مراقب)، بنك التنمية الكاريبي (غير محلي)، مجلس أوروبا، مبادرة أوروبا الوسطى، سرن، مجلس الشراكو الأوروأطلسية، بنك التنمية وإعادة الإعمار الأوروبي، لجنة الأمم المتحدة الاقتصادية لأوروبا، لجنة الأمم المتحدة الاقتصادية لأمريكا اللاتينية والكاريبي، بنك الاستثمار الأوروبي، الاتحاد النقدي والاقتصادي للاتحاد الأوروبي، وكالة الفضاء الأوروبية، الاتحاد الأوروبي، منظمة الأغذية والزراعة، مجموعة الثماني، مجموعة العشرة، بنك التنمية بين الأمريكي، الوكالة الدولية للطاقة الذرية، البنك الدولي للإنشاء والتعمير، المنظمة الدولية للطيران المدني، المحكمة الجنائية الدولية، غرفة التجارة الدولية، جمعية الصليب والهلال الأحمر، مؤسسة التنمية الدولية، وكالة الطاقة الدولية، الصندوق الدولي للتنمية الزراعية، مؤسسة التمويل الدولية، المنظمة الهيدروغرافية الدولية، منظمة العمل الدولية، صندوق النقد الدولي، المنظمة البحرية الدولية، المنطمة الدولية للأقمار الصناعية المتحركة، منظمة الشرطة الجنائية الدولية، اللجنة الأولمبية الدولية، منظمة الهجرة الدولية، المنظمة الدولية للمعايير، الاتحاد الدولي للاتصالات، كونفدرالية اتحاد التجارة العالمية، منظمة تكامل أمريكا اللاتينية (مراقب)، بعثة الأمم المتحدة لتنظيم استفتاء في الصحراء الغربية، بعثة الأمم المتحدة إلى جمهورية الكونغو الديمقراطية، حركة عدم الانحياز (ضيف)، الناتو، وكالة الطاقة النووية، مجموعة المزودين النوويين، منظمة البلدان الأمريكية (مراقب)، منظمة التعاون والتنمية الاقتصادية، منظمة حظر الأسلحة الكيميائية، منظمة الأمن والتعاون في أوروبا، محكمة التحكيم الدائمة، الأمم المتحدة، مؤتمر الأمم المتحدة للتجارة والتنمية، يونسكو، المفوضية العليا للأمم المتحدة لشؤون اللاجئين، منظمة الأمم المتحدة للتنمية الصناعية، قوات أممية لحفظ السلام بلبنان، بعثة الأمم المتحدة للمراقبة العراقية الكويتية، معهد الأمم المتحدة للبحوث والتدريب، بعثة الأمم المتحدة للبوسنة والهرسك، بعثة الأمم المتحدة للإدارة المؤقتة في كوسوفو، مجموعة الأمم المتحدة للمراقبة العسكرية بين الهند والباكستان، مجلس أمن الأمم المتحدة، منظمة الأمم المتحدة لمراقبة الهدنة، اتحاد البريد العالمي، منظمة الجمارك الدولية، اتحاد أوروبا الغربية، منظمة الصحة العالمية، المنظمة العالمية للملكية الفكرية، المنظمة العالمية للأرصاد الجوية، منظمة السياحة العالمية، منظمة التجارة العالمية، لجنة زانغر